# Stage Fright
| Críticas profissionais | Críticas profissionais |
| Avaliações da crítica  | Avaliações da crítica  |
| Fonte                  | Avaliação              |
| ---------------------- | ---------------------- |
| allmusic               | 4.5 de 5 estrelas.     |
| Robert Christgau       | B+                     |

Stage Fright é o terceiro álbum de estúdio do grupo de rock The Band. Lançado em 1970, é mais focado no rock and roll do que seus predecessores.

## Faixas
1. "Strawberry Wine"
2. "Sleeping"
3. "Time to Kill"
4. "Just Another Whistle Stop"
5. "All La Glory"
6. "The Shape I'm In"
7. "The W.S. Walcott Medicine Show"
8. "Daniel and the Sacred Harp"
9. "Stage Fright"
10. "The Rumor"

## Créditos
- Rick Danko – baixo, fiddle, vocais
- Levon Helm – bateria, guitarra, percussão, vocais
- Garth Hudson – órgão, piano elétrico, acordeão, saxofone tenor
- Richard Manuel – piano, órgão, bateria, clavinete, vocais
- Robbie Robertson – guitarra, auto-harpa
- John Simon – saxofone barítono em "The W.S. Walcott Medicine Show"
- Glyn Johns – engenheiro de mixagem
- Todd Rundgren – mixagem e engenheiro de gravação